# Bundesstraße 96b
Die Bundesstraße 96b (Abkürzung: B 96b) ist eine Bundesstraße auf Rügen. Sie beginnt bei Borchtitz an der B 96 und endet am Abzweig zum Fährhafen Sassnitz auf der Landstraße zwischen Sassnitz und Neu Mukran. Sie führt direkt am Umschlagbahnhof Mukran entlang.
Der gesamte Verlauf ist Abschnitt der Europastraßen 22 und 251.